# Hrabstwo Perry (Missouri)
Hrabstwo Perry (ang. Perry County) – hrabstwo w stanie Missouri w Stanach Zjednoczonych.
Obszar całkowity hrabstwa obejmuje powierzchnię 484.28 mil2 (1 254 km²). Według danych z 2008 r. hrabstwo miało 18 743 mieszkańców. Hrabstwo powstało 1 stycznia 1821.

## Główne drogi
- Interstate 55
- U.S. Route 61
- Route 51

## Sąsiednie hrabstwa
- Hrabstwo Randolph (północ)
- Hrabstwo Jackson (północny wschód)
- Hrabstwo Union (wschód)
- Hrabstwo Cape Girardeau (południowy wschód)
- Hrabstwo Bollinger i Hrabstwo Madison (południowy zachód)
- Hrabstwo St. Francois i Hrabstwo Sainte Genevieve (północny zachód)

## Miasta
- Altenburg
- Frohna
- Perryville

## CDP
- Biehle
- Brewer

## Wioski
- Lithium
- Longtown